# Richard D. James (Ingenieur)
Richard D. James (* 8. November 1952) ist ein US-amerikanischer Angewandter Mathematiker, Material- und Ingenieurwissenschaftler.

## Leben
James studierte Maschinenbau an der Brown University mit dem Bachelor-Abschluss 1974, wobei er sich auf Biomedizin-Technik spezialisierte, und er wurde 1979 an der Johns Hopkins University in Mechanik bei Jerald Ericksen promoviert. Als Post-Doktorand war er an der University of Minnesota und ab 1981 Assistant Professor an der Brown University. 1985 wurde er Associate Professor und 1991 Professor an der University of Minnesota, an der er 1998 Distinguished McKnight University Professor wurde und 2001 Russell J. Penrose Professor. 
Er war Gastprofessor an der Heriot Watt University, dem International Centre for Mathematical Sciences in Edinburgh, Rothschild Professor in Cambridge, an der Cornell University, in Ferrara und an der TU München (John von Neumann Professor). 1993/94 war er am Institute for Advanced Study. 
Er befasste sich mit Suche nach neuen Materialien und Phasenübergängen in diesen, insbesondere die zwei oder alle drei Eigenschaften des Formgedächtnisses, Ferromagnetismus und Ferroelektrizität besitzen. Das hat auch Anwendungen auf neue Verfahren der Energieumwandlung. Er befasst sich auch mit biologischen Materialien und deren Strukturänderungen auf kleinen Skalen zum Beispiel bei Viren und Bakteriophagen. Vielen dieser Materialien ist die Zusammensetzung aus gleichartigen Komponenten gemeinsam mit der potentiellen Möglichkeit des Selbst-Zusammenbaus (von James Objective Structures genannt).
Seit 1999 ist er mit John M. Ball Herausgeber des Archive for Rational Mechanics and Analysis.
2008 erhielt er die William Prager Medal, 2008 die Warner T. Koiter Medal und 2014 den Theodore von Kármán Prize. 2006 erhielt er einen Humboldt-Forschungspreis und 1997 wurde er Fellow der American Academy of Mechanics.